# Igor' Maslennikov
Igor' Valentinovič Maslennikov (in russo Игорь Валентинович Масленников?; Togliatti, 21 aprile 1965) è un ex hockeista su ghiaccio russo, fino al 1991 sovietico.
È stato un centro di stecca sinistra.

## Biografia sportiva
Ha iniziato la sua carriera nel Torpedo Togliatti (oggi HC Lada Togliatti) di Togliattigrad nella Vysshaya Liga sovietica (la seconda serie) nella stagione 1981-82. Resta per quattro stagioni (nella seconda ha giocato anche in terza serie con il Mayak Kuibyshev), poi passa all'Olenogorsk Zvezda (1985-86, in seconda serie) per una stagione, e al Leningrad Zvezda (in terza serie) nella stagione successiva, per poi ritornare al Torpedo Togliatti.
Trova un ingaggio nella massima serie sovietica nella stagione 1988-89 (Torpedo Jaroslavl', per due stagioni).
La consacrazione arriva nel 1990-91, quando passa all'HC CSKA Mosca, squadra oramai in calo, ma che aveva dominato l'hockey sovietico ed europeo per tutti gli anni ottanta. Coi rossoblu di Mosca vince una Coppa Spengler, prima di trasferirsi in occidente.
Nella stagione 1992-93 approda in Italia, all'Hockey Club Bolzano, col quale disputa sette stagioni, vincendo quattro scudetti (1994-95, 1995-96, 1996-97 e 1997-98) un'Alpenliga e un Torneo 6 nazioni (rispettivamente, 1993-94 e 1994-95), oltre a due titoli di capocannoniere (1995-96 e 1997-98).
Nel 1999-00 passa in Germania, nella squadra degli Augsburger Panthers, chiamato dall'ex allenatore del Bolzano Bob Manno. Durante la sua prima stagione in Deutsche Eishockey-Liga (DEL), Maslennikov vince il premio per il miglior attaccante insieme ai compagni di linea Vostrikov e Peter Larsson. Si è ritirato al termine della stagione 2001-02.

### Sergei Vostrikov, il compagno di linea
Il suo nome è indissolubilmente legato all'eterno compagno di linea, l'ala destra Sergej Vostrikov. I due hanno iniziato a giocare assieme a livello scolastico, poi dalla stagione 1981-82 al Torpedo Togliatti, per tre stagioni (sebbene nella seconda Maslennikov abbia giocato perlopiù in terza serie con il Mayak Kuibyshev). Poi di nuovo assieme ininterrottamente nei due anni al HC CSKA Mosca (1990-92), nei sette all'Hockey Club Bolzano (1992-1999) e nei tre con gli Augsburger Panthers (1999-2002).

## Palmarès

### Club
- Coppa Spengler: 1

CSKA Mosca: 1991
- Campionato italiano: 4

Bolzano: 1994-95, 1995-96, 1996-97, 1997-98
- Alpenliga: 1

Bolzano: 1993-1994
- Torneo Sei Nazioni: 1

Bolzano: 1994-1995

### Individuale
- Capocannoniere della Serie A: 2

1995-1996, 1997-98